# Chikusa-ku
Chikusa-ku (千種区?) è uno dei sedici quartieri amministrativi della città di Nagoya, in Giappone.